# Bulatovac
Bulatovac (cyr. Булатовац) – wieś w Serbii, w okręgu toplickim, w mieście Prokuplje. W 2011 roku liczyła 106 mieszkańców.